# عمران شعبان
عمران شعبان (وُلد عام 1990 بمدنية مصراتة في ليبيا وتوفيّ في 25 أيلول/سبتمبر من عام 2012 في باريس بفرنسا) هو شاب ليبي اشتهرَ بعدما شاركَ في القبض على العقيد الليبي معمر القذافي في مدينة سرت حيث يُعتبر أوّل من لمحَ مكان اختباء الزعيم الليبي المعزول كما يُعدّ أحد أبرز ثوار المجلس الوطني الانتقالي الذي نجحَ في أسرِ القذافي ومن معه. زادت شهرة عمران بعدما ظهرَ في عددٍ من الفيديوهات التي وثقت لحظة الإمساكِ بالقذافي وهوَ – أي عمران – يحملُ المسدس الذهبي الخاص بالعقيد. أُصيب بن شعبان بالرصاص في بني وليد على يدِ قوات من المُحتمل جدًا أنها مواليّة للقذافي تحت امرة المقدم حسين قائد الورفلي ونجحت في أسرهِ. هناك حيثُ تعرّض للتعذيب الشديد ما تسبّبَ في إصابتهِ بالشلل قبل أن يتدخل سياسيون كبار من ليبيا للإفراجِ عنه فتمّ نقلهُ مباشرة لأحدِ المستشفيات في العاصمة الفرنسيّة باريس قصدَ تلقّي العِلاج لكنّه توفيّ هناك متأثرًا بجراحه.
عمران شعبان (وُلد عام 1990 بمدنية مصراتة في ليبيا وتوفيّ في 25 أيلول/سبتمبر من عام 2012 في باريس بفرنسا) هو شاب ليبي اشتهرَ بعدما شاركَ في القبض على العقيد الليبي معمر القذافي في مدينة سرت حيث يُعتبر أوّل من لمحَ مكان اختباء الزعيم الليبي المعزول كما يُعدّ أحد أبرز ثوار المجلس الوطني الانتقالي الذي نجحَ في أسرِ القذافي ومن معه. زادت شهرة عمران بعدما ظهرَ في عددٍ من الفيديوهات التي وثقت لحظة الإمساكِ بالقذافي وهوَ – أي عمران – يحملُ المسدس الذهبي الخاص بالعقيد. أُصيب بن شعبان بالرصاص في بني وليد على يدِ قوات من المُحتمل جدًا أنها مواليّة للقذافي ونجحت في أسرهِ. هناك حيثُ تعرّض للتعذيب الشديد ما تسبّبَ في إصابتهِ بالشلل قبل أن يتدخل سياسيون كبار من ليبيا للإفراجِ عنه فتمّ نقلهُ مباشرة لأحدِ المستشفيات في العاصمة الفرنسيّة باريس قصدَ تلقّي العِلاج لكنّه توفيّ هناك متأثرًا بجراحه.

## الثورة الليبيّة
شاركَ عمران في ثورة 17 فبراير التي أسقطت نظام القذافي؛ حيثُ انخرطَ في وقتٍ مبكرٍ مع قوات المجلس الوطني الانتقالي للمشاركة في المعارك والحروب ضدّ القوات المواليّة للعقيد بعدما رفضَ هذا الأخير تسليم السلطة بشكلٍ سلميّ. ذاعَ صيتُ الرجل في 20 تشرين الأول/أكتوبر من عام 2011 يومَ نجحَ في اكتشافِ مخبأ معمر القذافي في مكانٍ ما غربي مدينة سرت؛ فتمكّن – رفقة عددٍ من الثوار الآخرين – في اعتقالِ الرئيس الليبي المخلوع قبل تصفيتهِ جسديًا بطريقةٍ ما.
ظهرَ بن شعبان في عددٍ من مقاطع الفيديو وهو يحملُ في يدهِ مسدس القذافي الذهبي وعلامات الفرح والسعادة بادية على وجههِ بعد شهور من معارك الكرّ والفرّ مع القوات النظاميّة. وعلى الرغمِ من سقوطِ نظام القذافي بالكاملِ تقريبًا بعدَ مقتل الرئيس؛ كان بعضُ الفلول لا زالت ناشِطة ولو بشكلٍ سريّ حيثُ عملت على مواصلة قِتال التشكيلات العسكريّة التابعة للثوار في عددٍ من المناطق والمدن فنجحَت في اختطافِ عمران شعبان في مدينة بن وليد في تموز/يوليو من عام 2012 بعدما أصابتهُ بطلقين ناريين؛ واحدةٌ في عنقه وأخرى في معدته.
مكثَ شعبان في الأسرِ حوالي 50 يومًا قبل أن يُطلق سراحه بعد تدخل شخصي من رئيس المجلس الوطني محمد المقريف فُنقل على الفور إلى باريس من أجلِ تلقّي العلاج قبل أن يُفارق الحياة متأثرًا بالجراح التي كان قد أُصيب بها من قبل. خلّف مقتل عمران ردود فعل كثيرة وقويّة حيثُ حاولت بعض الجماعات الثورية – التي شُكّلت لمحاربة القوات المواليّة للقذافي – اقتحام مدينة بني وليد من أجلِ «تطهيرها من بقايا النظام» فيما كادت أن تُعلن جماعات أخرى الحرب عليها.
أُقيمت جنازة عمران في مدينة مصراتة مسقطِ رأسه؛ وحضرها قُرابة 25 ألف ليبي بما في ذلك نواب المدينة في البرلمان وبعض الوزراء.